# Nāḩiyat Markaz I‘zāz
Nāḩiyat Markaz I‘zāz (arabiska: ناحية مركز اعزاز) är ett subdistrikt i Syrien.   Det ligger i provinsen Aleppo, i den norra delen av landet, 300 km norr om huvudstaden Damaskus.
Trakten runt Nāḩiyat Markaz I‘zāz består till största delen av jordbruksmark. Runt Nāḩiyat Markaz I‘zāz är det ganska tätbefolkat, med 86 invånare per kvadratkilometer.